# Лени (деревня)
Лени — деревня в Юрьянском районе Кировской области в составе Медянского сельского поселения.

## География
Находится на правобережье Вятки на расстоянии примерно 2 километра на север по прямой от поселка Мурыгино.

## История
Известна с 1671 года как деревня «что была Загарской церкви» с 1 двором, позже  как «Деревня, что была церковная Рожественская». В 1764 39 жителей. В 1873 году в ней было учтено дворов 17 и жителей 146, в 1905 28 и 236, в 1926 34 и 163. В 1989 учтено 12 жителей. 

## Население
Постоянное население  составляло 5 человек (русские 100%) в 2002 году, 4 в 2010.